# Eroi dell'Olimpo: il marchio di Atena
Eroi dell'Olimpo: il marchio di Atena (The Mark of Athena) è un romanzo fantasy mitologico  del 2012 di Rick Riordan, terzo libro della serie Eroi dell'Olimpo, successiva a Percy Jackson e gli dei dell'Olimpo. È stato tradotto in italiano nel 2014.

## Trama
Annabeth, Jason, Leo, Piper e il coach Hedge, a bordo della Argo II, raggiungono il Campo Romano per prendere Percy Jackson e altri due eroi per avverare la profezia dei sette. Dopo aver superato Terminus, il dio dei confini, ormeggiano la nave nel cielo sopra il campo, poiché Terminus non lascia passare armi oltre la linea del pomerium. Reyna è d'accordo con i Greci nonostante Ottaviano sia diffidente nei loro confronti; mentre Reyna e Annabeth parlano, Leo fa fuoco sul Campo Giove con le baliste della nave (in seguito si scopre che era stato posseduto da spiriti chiamati eidolon). I sette semidei scappano quindi, inseguiti dai Romani. Dopo varie difficoltà, riescono a intraprendere il loro viaggio verso le terre antiche, a cominciare da Roma: il loro compito è quello di sconfiggere Oto e Efialte (due giganti figli di Gea) e liberare Nico Di Angelo, tenuto in ostaggio dai due come esca. Ma Annabeth ha anche un altro compito: sua madre Atena, infatti, le ha assegnato un difficile compito. Deve seguire il Marchio di Atena e trovare l'Athena Parthenos, una statua molto potente che nell'antichità i Romani hanno sottratto ai Greci: solo così il millenario odio tra le due civiltà si potrà placare. Annabeth, arrivata a Roma, parte quindi alla ricerca della statua. Intanto Leo, Hazel e Frank vanno alla ricerca di Nico Di Angelo, finiscono però nell'antico covo di Archimede e cadono in una trappola di Gea. Sono Percy, Piper e Jason a riuscire a raggiungere Nico, rinchiuso in una giara di bronzo e in fin di vita; quindi si ritrovano ad affrontare i Giganti. Dionisio, incontrato precedentemente a Topeka, in Kansas, arriva in loro soccorso. Percy e Jason combattono fino a quando non arrivano Leo, Hazel e Frank, che erano riusciti a liberarsi grazie a Leo, a bordo della Argo II, che li aiutano a sconfiggere i Giganti. Poi si precipitano a cercare Annabeth. Lei nel frattempo stava fronteggiando Aracne, madre di tutti i ragni e acerrima nemica dei figli di Atena, per riuscire ad avere la statua dell'Athena Parthenos. I suoi amici la raggiungono e Aracne cade nel Tartaro, trascinando però Annabeth con sé. Percy riesce ad afferrarla prima che cada, ma non può salvarla, così si lascia cadere insieme a lei nel Tartaro, non prima di far promettere a Nico di condurre gli altri semidei alle Porte della Morte, nell'Epiro, mentre loro due avrebbero attraversato il Tartaro e raggiunto l'altro lato delle Porte che lì si trovava.

## Protagonisti
- Percy Jackson: un semidio figlio di Poseidone e protagonista della prima serie. Fidanzato di Annabeth Chase, possiede una penna che si trasforma in una spada di bronzo celeste chiamata "Vortice". Essendo figlio del dio del mare, ha il potere di comandare le acque, di parlare con i cavalli e con gli animali marini, controllare le correnti, controllare qualsiasi barca con la mente, conoscere istintivamente le coordinate marittime, piegare il veleno al suo volere, di respirare sott'acqua e di resistere alla pressione idrostatica.
- Annabeth Chase: una semidea figlia di Atena e coprotagonista della prima serie. Fidanzata di Percy Jackson, riceve da sua madre il Marchio di Atena e l'incarico di riparare un antico torto. Non ha poteri particolari, ma sopperisce con l'intelligenza e con la sua bravura nei combattimenti.
- Jason Grace: un semidio figlio di Giove e fratello minore di Talia Grace. Fidanzato di Piper McLean; la sua arma è un gladius di oro imperiale donatogli dalla dea Era. Ha il potere di evocare i fulmini e di controllare le correnti d'aria, abilità che gli permette anche di volare fu il pretore del campo Giove prima che Era gli togliesse la memoria e gli facesse incontrare Percy Jackson.
- Piper McLean: una semidea figlia di Afrodite e Tristan McLean, una star del cinema di origine Cherokee. Fidanzata di Jason Grace, possiede un pugnale chiamato Katoptris, precedentemente usato da Elena di Troia. Ha anche il raro dono della "lingua ammaliatrice", la capacità di persuadere chiunque a fare qualsiasi cosa.
- Leo Valdez: un semidio figlio di Efesto e della defunta Esperanza Valdez. Ha una cintura magica dalla quale può estrarre qualsiasi strumento di cui abbia bisogno. Ha costruito la nave Argo II usando come polena la testa del drago di bronzo Festus. Può evocare il fuoco dal proprio corpo, una rarissima capacità dei figli di Efesto.
- Frank Zhang: un semidio figlio di Marte, anche legato a Poseidone attraverso la famiglia materna. Fidanzato di Hazel Levesque; la sua vita è legata ad un bastoncino di legno, che se dovesse venir bruciato ne causerebbe la morte. Ha ereditato la capacità di cambiare forma dal suo antenato greco, il principe di Pylos, Periclimeno nel secondo libro della serie "Eroi dell'Olimpo" suo padre, Marte gli regala una lancia capace di evocare uno Sparthas cioè un guerriero invincibile controllato dal suo potere.
- Hazel Levesque: una semidea figlia di Plutone, nata nel 1928 e morta nel 1942. Il suo fratellastro Nico di Angelo la salvò dalle Praterie degli Asfodeli, concedendole una seconda opportunità. Fidanzata di Frank Zhang, ha domato Arion, un cavallo delle Amazzoni conservato per la loro più grande guerriera. Ha il dono (o maledizione) di far riemergere pietre o metalli preziosi dalla terra che maledicono il loro possessore (esclusa Hazel stessa).

## Edizioni
- Rick Riordan, Eroi dell'olimpo: Il Marchio di Atena, Collana I Grandi, Arnoldo Mondadori Editore, 2014,  p. 526, ISBN 8804636920.